# Union de Kalmar
Pour un article plus général, voir Histoire de la Scandinavie.
1397–1523
Entités précédentes :
- Royaume de Danemark
- Royaume de Suède
- Royaume de Norvège

Entités suivantes :
- Danemark-Norvège
- Royaume de Suède

L’union de Kalmar (en danois, suédois et norvégien : Kalmarunionen), parfois orthographiée union de Calmar,, est une ancienne union formée par les trois royaumes scandinaves de Danemark, Suède et Norvège, réunis sous un seul monarque, malgré de nombreuses interruptions, de 1397 à 1523. Les trois royaumes maintiennent, du moins en théorie, leur indépendance (c’est-à-dire qu’ils conservent leurs lois et leur administration), mais relâchent leur souveraineté, en s’accordant pour avoir le même roi et posséder des organes administratifs communs. L’union de Kalmar se rapproche donc d’une confédération.
L’Union est fondée à l’initiative de Marguerite Ire de Danemark, qui, à partir de 1387, devient reine des trois pays avant de céder sa place à son petit-neveu, Éric de Poméranie, couronné le 17 juin 1397. Dès la mort de Marguerite en 1412, les tentatives d’accumulation du pouvoir par la couronne danoise et les guerres de suprématie entre le Danemark et la Suède font vaciller l’Union. La première manifestation de ce vacillement survient en 1434 avec la révolte menée par le Suédois Engelbrekt Engelbrektsson contre Éric de Poméranie. L’Union est rompue une première fois par l’élection de Karl Knutsson au trône de Suède en 1448, puis de Norvège en 1449, avant d’être renouvelée en 1457 par Christian Ier qui reprend le contrôle des trois royaumes. Elle est de nouveau rompue en 1464, Knutsson remontant sur le trône de Suède.
Danemark, Norvège et Suède sont réunis à nouveau sous Jean Ier en 1497, mais il perd la Suède en 1501. Après la reprise de la Suède par Christian II et le Bain de sang de Stockholm en 1520, les rebelles suédois menés par Gustave Ier Vasa forcent les Danois à quitter complètement le territoire suédois. Gustav Vasa est nommé régent de Suède le 23 août 1521, puis élu roi de Suède le 6 juin 1523, mettant définitivement fin à l’Union. Le Danemark et la Norvège resteront unis jusqu’en 1814, dans une entité politique communément nommée Danemark-Norvège.

## Formation de l’Union

### Contexte géopolitique
La Scandinavie au XIVe siècle présente une géopolitique qui est fortement modifiée durant les siècles suivants.
En effet, à cette époque, le Danemark est le pays le plus peuplé et le plus riche de Scandinavie. Il possède la partie méridionale, la plus riche, de la péninsule Scandinave (qui s’apparente aujourd’hui à la Scanie), et contrôle donc tous les détroits menant à la mer Baltique.
La Norvège possède, à l'est, des territoires (Jämtland et Härjedalen) qui deviendront suédois en 1645. De plus elle possède les îles Orcades et Shetland (qui passent à l'Écosse en 1472), l’Islande (qui devient danoise en 1536), les îles Féroé et le Groenland (qui tous deux tombent peu à peu sous le contrôle du Danemark pendant l'Union).
La Suède, bien que limitée sur la péninsule scandinave, possède le duché de Finlande, y compris les îles Åland et le sud de la région de Carélie, mais ne possède pas encore les régions sames au nord de la péninsule (qu'elle revendique à partir de 1542) ni le nord de la Carélie.
La Ligue hanséatique dirige le commerce autour de la mer Baltique. L’île indépendante de Gotland (suédoise après 1645), la plus grande île en mer Baltique, est alors un de ses comptoirs principaux.

### Contexte dynastique

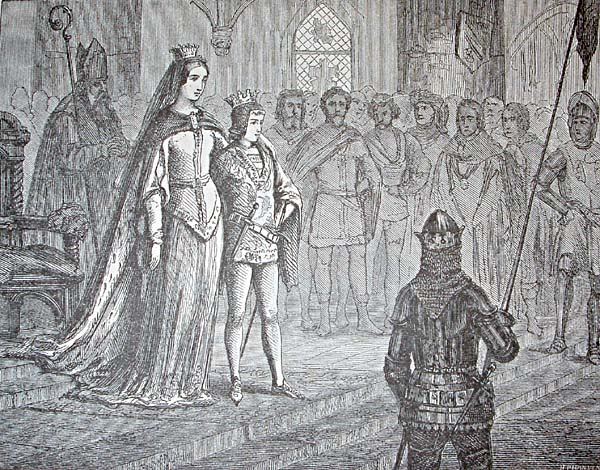
Éric XIII de Poméranie couronné roi des pays nordiques le 17 juin 1397.

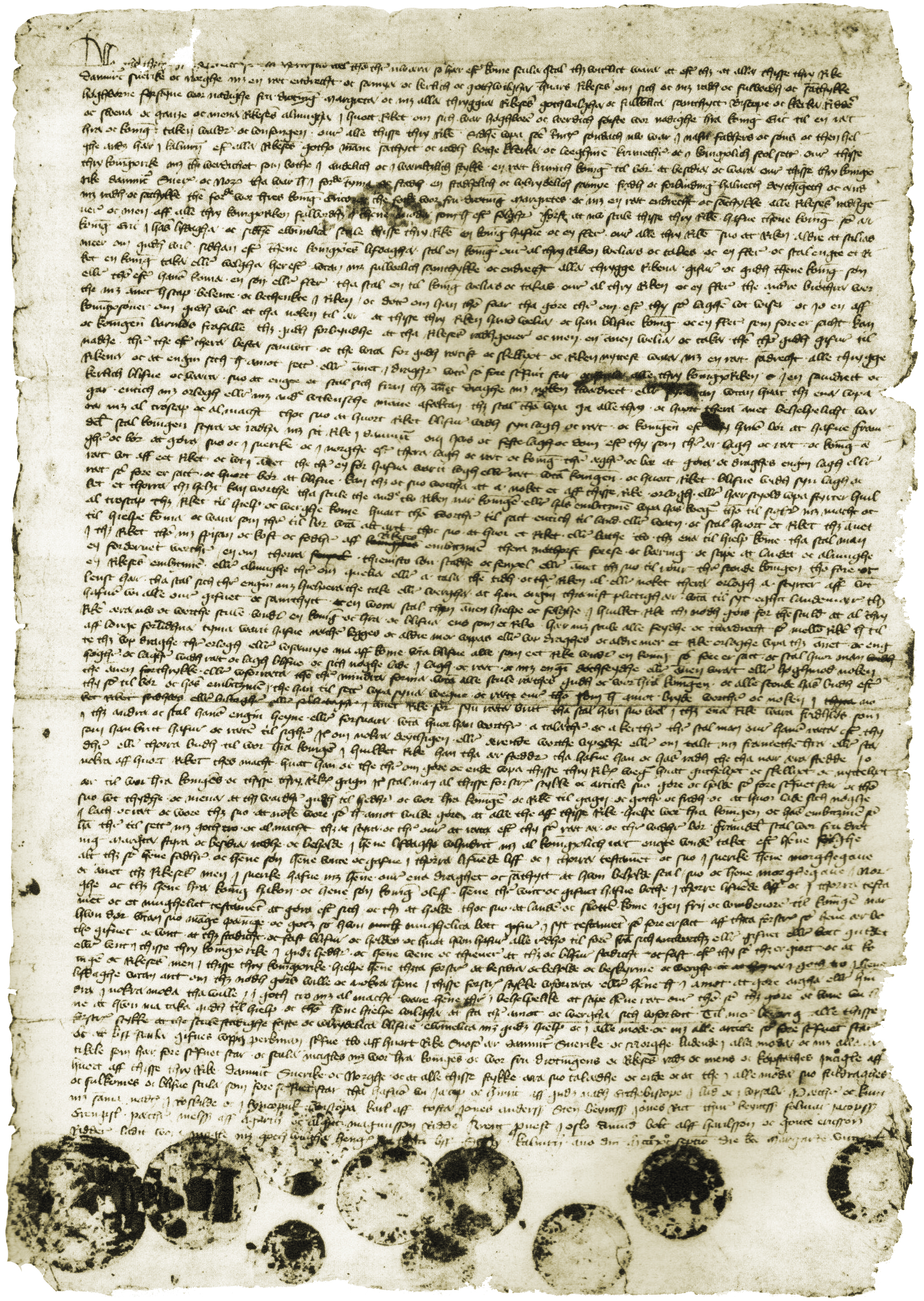
La lettre d’Union du Danemark, de la Norvège et de la Suède de 1397.

Après la mort de son fils Oluf III de Danemark, Marguerite Valdemarsdatter (1353–1412), fille du roi de Danemark Valdemar Atterdag et femme du roi de Norvège Håkon VI, devient reine de Danemark et de Norvège en 1387. En Suède, les nobles combattent le roi Albert de Mecklembourg, qui est déposé le 24 février 1389 ; la noblesse fait alors appel à Marguerite Ire de Danemark pour devenir reine.

### Fondation de l’Union
Marguerite fait élire son petit-neveu Éric de Poméranie roi de Norvège en 1389, puis roi de Danemark le 23 janvier 1396 et enfin roi de Suède le 22 juillet 1396. Éric est couronné le 17 juin 1397 par les trois royaumes, bien que Marguerite reste de facto chef de l’État jusqu’à sa mort en 1412.
L’union des trois royaumes est enfin scellée le 20 juillet 1397 , (ou peut-être le 13 juillet), dans la ville suédoise de Kalmar, alors proche de la frontière danoise de Scanie. Deux documents sont signés : la lettre de couronnement et la lettre d'union, cette dernière étant très incomplète. Selon l’historien suédois du XXe siècle Erik Lönnroth, alors que la lettre de couronnement mettait en avant les pouvoirs royaux, la lettre d’union mettait en valeur les pouvoirs de la noblesse ; mais seule la lettre de couronnement fut adoptée, aussi le pouvoir de la couronne sortit renforcé de la convention de Kalmar.

## Guerres de suprématie
Durant tout le XVe siècle, l’union de Kalmar fut plusieurs fois brisée et renouvelée, en proie à des guerres de suprématie, notamment entre le Danemark et la Suède.
Ces conflits naissent dès la mort de Marguerite en 1412. Les Suédois n’apprécient ni la concentration du pouvoir au Danemark, ni les guerres menées par les Danois (dans les territoires du Schleswig, Holstein, Mecklembourg et Poméranie) qui affectent les exportations suédoises, notamment de fer. Le Riksråd (sénat suédois) exige plus d’autonomie et les Suédois élisent régulièrement un roi autre que celui de Danemark et de Norvège. On assiste de plus à des révoltes armées dès 1430 dans le but d'expulser les troupes danoises hors de Suède.

### Révolte d’Engelbrekt Engelbrektsson
Le suédois Engelbrekt Engelbrektsson lance sa révolution en mai 1434 depuis les mines de cuivre de Dalécarlie. Le 16 août, un ultimatum est envoyé à Éric de Poméranie par la noblesse suédoise, qui le destitue le 12 septembre. Éric est destitué également par la noblesse danoise en 1439 et Christophe de Bavière lui succède sous le nom Christophe III, récupérant la souveraineté de l'Union.

### L'Union brisée par Karl Knutsson
L'Union est brisée en 1448 à la suite de la mort de Christophe de Bavière le 5 janvier : lors de la vacance du pouvoir suivant sa mort, la régence est confiée par les Suédois à Bengt et Nils Jönsson Oxenstierna. Le 20 juin, le Riksråd élit Karl Knutsson roi de Suède, tandis que les Danois portent leur choix sur Christian Ier durant le mois de septembre.
Knutsson désire devenir le dirigeant de l'union et ramener le pouvoir sous la couronne suédoise ; il est élu roi de Norvège l'année suivante. Mais les comtes de Holstein (dont fait partie Christian Ier) sont plus puissants que Norvégiens et Suédois ensemble. Grâce à leur appui Christian Ier devient en 1450 roi de Norvège et signe même avec son nouveau royaume le traité de Bergen, renforçant l'union dano-norvégienne tout en compromettant les desseins suédo-norvégiens. En 1457, Karl Knutsson, devenu très impopulaire en Suède, est poussé à l'exil ; Christian Ier est élu alors roi de Suède et rétablit l'Union.
Quelques années plus tard, Christian Ier est lui aussi déposé et Karl Knutsson remonte sur le trône en 1464 ; s'il le perd quelques mois après, son rival danois ne peut le reprendre et Knutsson redevient roi de Suède en 1467, pour tenir le trône jusqu'à sa mort en 1470. Christian Ier tente alors de reprendre par la force la couronne suédoise, mais le régent suédois Sten Sture le bat en 1471, empêchant toute réinstauration de l'Union.

### Régence de Sten Sture et retour au pouvoir des Danois
En 1483, Jean 1er, fils de Christian, devient roi de Danemark et de Norvège sous le titre de Jean Ier. Après avoir pris le temps de gagner la noblesse suédoise à sa cause, il est également reconnu par elle comme roi de Suède en 1497, au détriment du régent Sten Sture, réinstaurant l'Union.
Après une campagne militaire catastrophique en Allemagne, le prestige du roi est touché et la Suède proclame son indépendance en 1501, tandis que Sten Sture redevient régent. Ce dernier meurt en 1503, il est remplacé par Svante Nilsson ; tous deux vont lutter rudement avec le roi Jean pour conserver l'indépendance. Jean Ier obtient finalement la paix en sa faveur en 1509 ; il redevient officiellement roi de Suède, mais le pouvoir réel reste aux mains des Suédois.

## Les conflits finaux et la dissolution

### Nouvelle ère d'indépendance de la Suède
Svante Nilsson meurt en janvier 1512. À sa mort, Erik Trolle, chef du parti de l'Union, lui succède, mais doit laisser sa place dès le mois de juillet au fils de Svante, Sten Sture le Jeune, qui préfère travailler à une indépendance totale. Le conflit s'ouvre à la mort de Jean Ier, en février 1513.

### Reconquête de la Suède
Chistian II, fils de Jean Ier, succède à son père aux trônes de Danemark et de Norvège en 1513, mais le Riksråd suédois refuse de le reconnaître roi de Suède. Après plusieurs tentatives manquées, Christian parvient à reconquérir la Suède, tandis que Sten Sture le Jeune mortellement blessé décède le 3 février 1520.
Malgré la résistance menée par Christina Gyllenstierna, veuve de Sten Sture le Jeune, et bien que les lois suédoises prévoient la transmission de la couronne par élection, le 1er novembre 1520, les représentants suédois sont obligés de reconnaître Christian monarque héréditaire de Suède ; Christian est sacré par Gustave Trolle, fils d'Erik, roi de Suède le 4 novembre 1520 dans la cathédrale de Stockholm.
Alors que les banquets se succèdent pour célébrer le sacre du nouveau roi, survient le bain de sang de Stockholm, du 4 au 10 novembre 1520 : l'archevêque Gustave Trolle dépose une plainte pour obtenir réparation pour l'Église, Sten Sture s'étant opposé durement à la volonté de l'archevêque d'obtenir l'autonomie de l'Église vis-à-vis du pouvoir politique. Dans cette plainte, il accuse les partisans de Sten Sture d'hérétisme. Le lendemain, le jugement est rendu par un tribunal présidé par l'archevêque : 50 à 60 personnes sont condamnées à mort pour hérétisme. En fait, quatre-vingt-huit personnes (quatorze nobles, trois maires, quatre conseillers municipaux et vingt citoyens ordinaires) sont noyées puis décapitées[Information douteuse]. La dépouille de Sten Sture et celle de son jeune fils sont exhumées et brûlées. Christina Gyllenstierna et plusieurs femmes nobles suédoises sont déportées comme prisonnières au Danemark.

### Sécession de la Suède

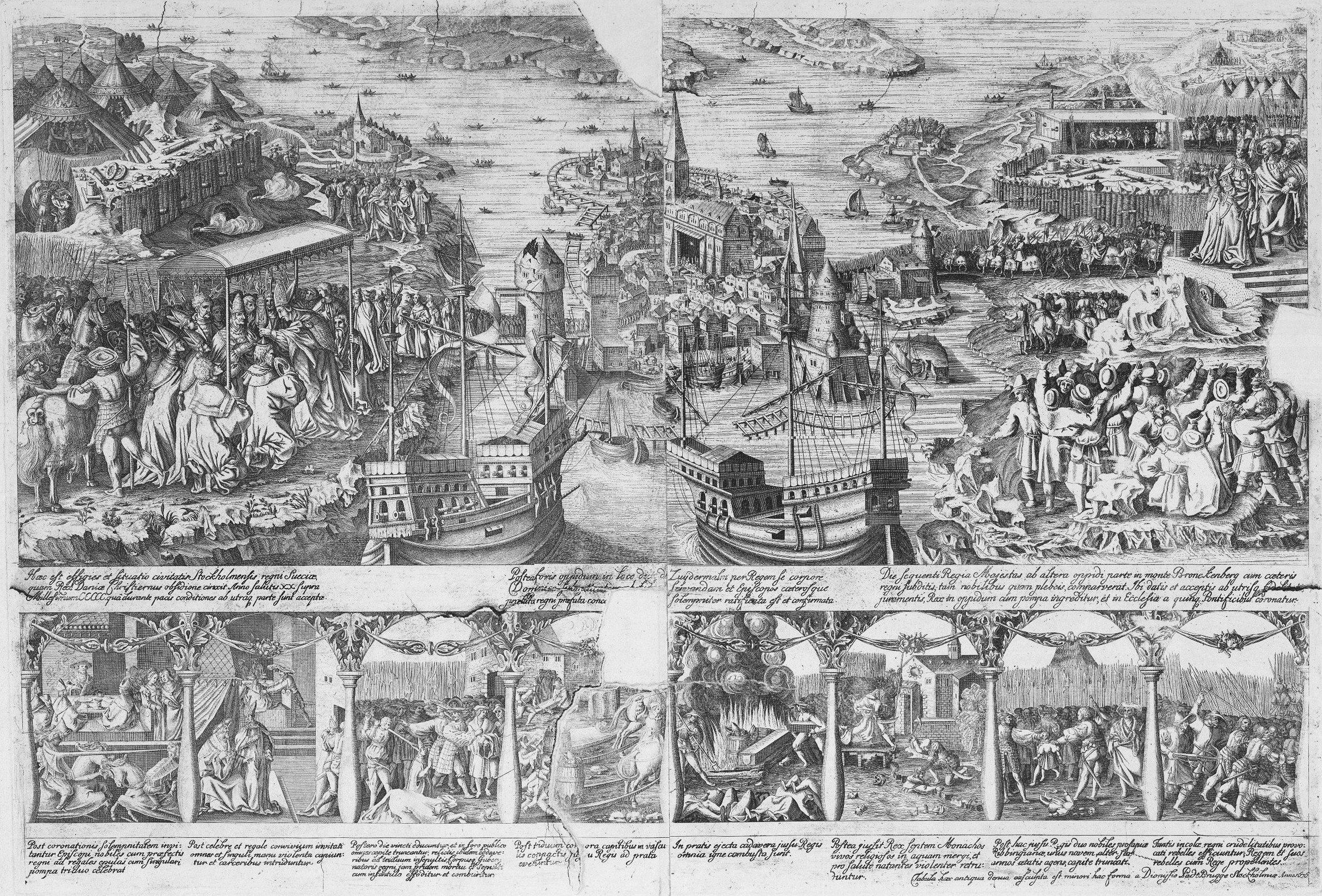
Le Bain de sang de Stockholm
Blodbadsplanschen, 1524.

Ce massacre, et l'élévation de Gustave Trolle au rang de gouverneur du pays, provoque la révolte de Gustav 1er Vasa. Capturé comme otage par Christian II, il parvient à s’échapper et regagne la Suède le 31 mai 1520. Son père et son beau-frère font partie des victimes de novembre. En janvier 1521, il lance la révolte suédoise depuis Mora en Dalécarlie ; il est soutenu notamment par la paysannerie, les marchands de Lübeck et l'empereur Charles Quint (pourtant beau-frère de Christian II). En août 1521, moins d’un an après son sacre, Christian II est chassé de Suède par Gustav Vasa, tandis que celui-ci est élu régent de Suède le 23 août.
En avril 1523, Christian II est contraint de fuir vers les Pays-Bas, tandis que son oncle Frédéric Ier lui succède. Après avoir libéré les dernières villes tenues par les Danois, Gustav Vasa est élu roi de Suède le 6 juin 1523. C'est la fin de l'union de Kalmar.

### Dissolution de l'Union
Le traité de Malmö signé le 1er septembre 1524 entérine la dissolution de l'Union, mais les royaumes de Danemark et de Norvège restent unis malgré le retrait de la Suède. Christian III déclare le 28 octobre 1536 que la Norvège est une province du Danemark. Néanmoins, la Norvège reste de jure un État distinct portant le titre de royaume, le pays étant en réalité soumis politiquement au Danemark.
Le 14 janvier 1814, le traité de Kiel met fin à l'union entre la Norvège et le Danemark, qui conserve cependant les anciennes dépendances norvégiennes (Islande, Groenland et îles Féroé).